# Бакай, Николай Никитович
Николай Никитович Бакай (1862, Полтавская губерния — 14 января 1927, Томск) — сибирский историк-архивист и педагог.

## Биография
Родился в купеческой семье в Гадяче Полтавской губернии 10 апреля 1862 года[по какому календарю?].
Окончил Лубенскую гимназию и историко-филологический факультет Харьковского университета (1886); в январе 1887 года за сочинение «История крестьянских судов, их современная организация и деятельность преимущественно в пределах Полтавской и Харьковской губерний» получил золотую медаль и степень кандидата. Стал преподавать в Харьковской женской гимназии.
В 1887 году отправился в Сибирь, был преподавателем Красноярской мужской и женской гимназий. Затем он был директором Енисейской прогимназии (1902), Иркутской мужской гимназии (1903—1908), Томской гимназии (1908—1918).
Обследовал архивы Енисейской и Иркутской губерний. Работал в 1889 и 1907 годах в Московском архиве Министерства юстиции (по истории колонизации Якутского края в XVIII веке). Был членом и учёным секретарём Института исследования Сибири.
С 1920 года читал курс истории Сибири на курсах Сибиреведения, организованных для учителей. С августа 1920 года начал читать в Томском университете курс лекций по историографии и истории Сибири. В ноябре того же года был назначен заведующим Томским губернским архивом, где проработал до самой смерти.
Умер 14 января 1927 года. Был похоронен на кладбище томского Иоанно-Предтеченского монастыря. В советское время монастырь и его некрополь были уничтожены, могила не сохранилась.

## Сочинения
- К вопросу об изучении истории Сибири. — Красноярск 1890.
- Общий обзор главнейших актов, относящихся к истории колонизации Сибири в конце XVI и в XVII вв. — Красноярск, 1891.
- Памяти П. А. Сповцова как историка Сибири. — Красноярск, 1918.
- Сибирь и декабрист Г. С. Батеньков. — Томск, 1927.